# ホースニユース
ホースニユースは、日本のアングロアラブ競走馬、種牡馬である。競走馬時代は関西の国営競馬と南関東公営競馬で活躍し、種牡馬としても成功を収めた。国営競馬時代の登録名はドクリツ。

## 競走馬時代
※馬齢については旧表記を使用する。

国営競馬の京都競馬場・福島角一厩舎から「ドクリツ」という名でデビューすると、3歳時を10戦7勝2着3回という非常に優れた戦績で終える。しかしながら4歳時は28戦して10勝を挙げた一方で、目標とされた読売カップは春・秋ともに3着に敗れた。5歳時もコンスタントに走り38戦14勝の結果を残したが、一時は74kgまで背負わされるなど酷量に苦しむ。結果6歳1月に2戦して1勝したのを最後に、ドクリツは当時メキメキと賞金水準が上がっていた南関東公営競馬へと移籍する。国営競馬での通算成績は79戦32勝、獲得賞金451万2000円。
南関東公営競馬ではホースニユースと名を変えると、オープンクラスの常連として9勝を挙げた。

## 種牡馬時代
ホースニユースの名のまま種牡馬入りすると、多数の活躍馬を輩出する成功を収めた。代表産駒にはアラブ大賞典2連覇のアデルバウエル(1961年産・母丸栄)や秋の特別勝ちのグレイトホース（1958年産、母呉葉）がいるほか、シルバーカップ2勝のフクトミオー(1957年産・母サワトヨ。バラテスタの半弟)は兵庫競馬で活躍したヒロタケ(1972年産・母アンドロス)を出し、さらにその子ホーエイヒロボーイ(1985年産・母ミスアキフジ)も種牡馬として成功。その父系は日本のアングロアラブ競馬末期まで続いた。

## 血統表
| ホースニユースの血統アラブ血量25.00%   | ホースニユースの血統アラブ血量25.00% | ホースニユースの血統アラブ血量25.00% | （血統表の出典）                           | （血統表の出典）                           |
| 父 アア アブラール Hableur 1926年 栗毛 | 父の父アア Salteador II 1918年       | アラ Telmese                         |                                            |                                            |
| 父 アア アブラール Hableur 1926年 栗毛 | 父の父アア Salteador II 1918年       | アラ Telmese                         |                                            |                                            |
| 父 アア アブラール Hableur 1926年 栗毛 | 父の父アア Salteador II 1918年       | Saltarelle                           |                                            |                                            |
| 父 アア アブラール Hableur 1926年 栗毛 | 父の父アア Salteador II 1918年       |                                      |                                            |                                            |
| 父 アア アブラール Hableur 1926年 栗毛 | 父の母アア Hermione 1915年           | アラ Nibeh                           |                                            |                                            |
| 父 アア アブラール Hableur 1926年 栗毛 | 父の母アア Hermione 1915年           | アラ Nibeh                           |                                            |                                            |
| 父 アア アブラール Hableur 1926年 栗毛 | 父の母アア Hermione 1915年           | Hauterive                            |                                            |                                            |
| 父 アア アブラール Hableur 1926年 栗毛 | 父の母アア Hermione 1915年           |                                      |                                            |                                            |
| 母 ユリカ 1940年 鹿毛                  | 母の父セフト Theft 1932年 鹿毛       | Tetratema                            | The Tetrarch                               | The Tetrarch                               |
| 母 ユリカ 1940年 鹿毛                  | 母の父セフト Theft 1932年 鹿毛       | Tetratema                            | Scotch Gift                                |                                            |
| 母 ユリカ 1940年 鹿毛                  | 母の父セフト Theft 1932年 鹿毛       | Voleuse                              | Volta                                      | Volta                                      |
| 母 ユリカ 1940年 鹿毛                  | 母の父セフト Theft 1932年 鹿毛       | Voleuse                              | Sun Worship                                |                                            |
| 母 ユリカ 1940年 鹿毛                  | 母の母アトランタ 1931年 鹿毛         | トウルヌソル Tournesol               | Gainsborough                               | Gainsborough                               |
| 母 ユリカ 1940年 鹿毛                  | 母の母アトランタ 1931年 鹿毛         | トウルヌソル Tournesol               | Soliste                                    |                                            |
| 母 ユリカ 1940年 鹿毛                  | 母の母アトランタ 1931年 鹿毛         | レツドウヰング                       | ダイヤモンドウエツデイング Diamond Wedding | ダイヤモンドウエツデイング Diamond Wedding |
| 母 ユリカ 1940年 鹿毛                  | 母の母アトランタ 1931年 鹿毛         | レツドウヰング                       | オーリンダセコンド Orlinda II F-No.6-b     |                                            |

- 半弟妹に1956年の桜花賞馬ミスリラ(1953年産・父ホウシユウ)、1960年の京都大障害を制したカムイダケ(1955年産・父トサミドリ)がいる。また、ミスリラの仔にはスピーデーワンダーがいる。